# Klub Siedmiu Przygód
Klub Siedmiu Przygód – seria wydawnicza powieści dla dzieci i młodzieży w wieku 12-15 lat , wydawana w latach 1960–1991 przez wydawnictwo „Nasza Księgarnia”. W serii wydano ponad 200 pozycji w łącznym nakładzie ponad 7 mln egzemplarzy. Średnie nakłady wynosiły ok. 30 tys. egzemplarzy. Inicjatorką powstania serii była Hanna Lebecka.
Seria prezentowała głównie utwory pisarzy współczesnych. Wśród autorów przeważali Polacy, choć publikowano również twórczość młodzieżową autorów zagranicznych, w tym zachodnich (łącznie 56 pozycji, w tym 18 przekładów z angielskiego, 12 z francuskiego). Tematyka prezentowana w serii to głównie utwory przygodowo-podróżnicze (148 pozycji) i fantastyka naukowa (19 poz.).
Do każdej książki dodawano wkładkę, zawierającą zadania dla czytelników (pytania, szarady, zagadki), dzięki którym czytelnik był  zachęcany do przeanalizowania przeczytanej książki.

## Oprawa graficzna
Książki serii, w formacie 20 cm , charakteryzowały się jednolitym logo i zbliżoną szatą graficzną z charakterystycznymi ukośnymi liniami w tle. Autorem projektu był Janusz Grabiański. Tomy miały miękką kartonową oprawę i lakierowaną obwolutę . Na skrzydełkach obwoluty umieszczano fragment tekstu oraz spis tytułów mających ukazać się w danym roku. W tekście pojawiały się proste czarno-białe ilustracje, autorstwa znanych artystów. Jakość wydawanych pozycji pogorszyła się w latach 80.

## Odbiór
Barbara Tylicka i Grzegorz Leszczyński oceniają, że w serii ukazało się wiele „wybitnych pozycji współczesnej literatury dla dzieci i młodzieży” oraz pierwszych przekładów literatury obcej . Stanisław Frycie nazywa serię „zasłużoną dla literatury młodzieżowej”, która „zmodyfikowała znacznie i rozszerzyła pojęcie przygody”.

## Niektóre tomy w serii
| Autor                                  | Tytuł                                          | Rok wydania |
| -------------------------------------- | ---------------------------------------------- | ----------- |
| Giuliano Amici                         | Giancarlo wraca do akcji                       | 1976        |
| Bohdan Arct                            | Bohaterowie nieba                              | 1963        |
| Bohdan Arct                            | Na progu kosmosu                               | 1965        |
| Bohdan Arct                            | Rycerze biało-czerwonej szachownicy            | 1960        |
| Adam Bahdaj                            | Dan Drewer i Indianie                          | 1995        |
| Adam Bahdaj                            | Piraci z Wysp Śpiewających                     | 1966        |
| Adam Bahdaj                            | Podróż za jeden uśmiech                        | 1964        |
| Adam Bahdaj                            | Stawiam na Tolka Banana                        | 1967        |
| Adam Bahdaj                            | Wakacje z duchami                              | 1962        |
| Eugeniusz Banaszczyk                   | Między niebem a ziemią                         | 1964        |
| Michel-Aimé Baudouy                    | Skrzydlaty obrońca                             | 1973        |
| Paul Berna                             | Alarm                                          | 1971        |
| Paul Berna                             | Rycerze złotego runa                           | 1962        |
| Stanisław Biskupski                    | Morze szumi inaczej                            | 1968        |
| Krystyna Boglar                        | Supergigant z motylem                          | 1989        |
| Pierre Boileau-Narcejac                | Widmo w zamku Kermoal                          | 1974        |
| Anna Borowikowa                        | Złota gwiazda                                  | 1962        |
| Lech Borski                            | Ludzie z rezerwatu „Przygoda”                  | 1988        |
| Marian Brandys                         | Śladami Stasia i Nel                           | 1961        |
| Marian Brandys                         | Z panem Biegankiem w Abisynii                  | 1962        |
| Jerzy Broszkiewicz                     | Wielka, większa i największa                   | 1960        |
| Jerzy Broszkiewicz                     | Ci z Dziesiątego Tysiąca                       | 1962        |
| Jerzy Broszkiewicz                     | Długi deszczowy tydzień                        | 1966        |
| Jerzy Broszkiewicz                     | Mister Di                                      | 1972        |
| Jerzy Broszkiewicz                     | Mój księżycowy pech                            | 1970        |
| Jerzy Broszkiewicz                     | Oko Centaura                                   | 1964        |
| Pamela Brown                           | Zaułek Arlekina                                | 1970        |
| Kirył Bułyczow                         | Było to za sto lat                             | 1983        |
| Kirył Bułyczow                         | Dziewczynka z przyszłości                      | 1988        |
| Kirył Bułyczow                         | Milion przygód                                 | 1984        |
| Kirył Bułyczow                         | Podróże Alicji                                 | 1978        |
| Alina Centkiewicz, Czesław Centkiewicz | Tumbo nigdy nie zazna spokoju                  | 1977        |
| Alina Centkiewicz, Czesław Centkiewicz | Tumbo z Przylądka Dobrej Nadziei               | 1965        |
| André Chamson                          | Oberża nad przepaścią                          | 1967        |
| Constantin Chirita                     | Śnieżne skrzydła                               | 1977        |
| Richard Church                         | Klub Tomahawka na tropie                       | 1972        |
| Hélène Coudrier                        | Lato w Peyreloube                              | 1975        |
| Kornelia Dobkiewiczowa                 | Ofka z Kamiennej Góry                          | 1968        |
| Kornelia Dobkiewiczowa                 | Złote jarzmo                                   | 1966        |
| Max Fatchen                            | Królowie rzeki                                 | 1971        |
| Nils-Olof Franzén                      | Agaton Sax i porwany mister Lispington         | 1969        |
| Madeleine Gilard                       | Marinette i słoń                               | 1960        |
| Siergiej Golicyn                       | Niepodpisany portret                           | 1962        |
| Rossana Guarnieri                      | Tajemnica baszty saraceńskiej                  | 1970        |
| László Hárs                            | Zwycięzca pilnie poszukiwany                   | 1966        |
| Géza Hegedüs                           | Żeglarz z Miletu                               | 1961        |
| Edmund Wallace Hildick                 | Jim Starling                                   | 1964        |
| Edmund Wallace Hildick                 | Ptaszek Jones                                  | 1966        |
| Edmund Wallace Hildick                 | Tropiciele                                     | 1970        |
| Edmund Wallace Hildick                 | Wzywam czterech tropicieli                     | 1973        |
| Monica Hughes                          | Bunt na Konszelfie 10                          | 1980        |
| Monica Hughes                          | Skąd nie widać Ziemi                           | 1984        |
| József Hunyady                         | Żeglarz siedmiu mórz                           | 1969        |
| Irena Jurgielewiczowa                  | Ten obcy                                       | 1961        |
| Rudyard Kipling                        | Kapitanowie zuchy                              | 1960        |
| Edward Klein                           | Indianin                                       | 1965        |
| Janusz Korczak                         | Kajtuś czarodziej                              | 1960        |
| Stanisław Kowalewski                   | Nie ma ceny na miód akacjowy                   | 1973        |
| Stanisław Kowalewski                   | Ślady białego księżyca                         | 1963        |
| Maciej Kuczyński                       | Białe palmy                                    | 1963        |
| Maciej Kuczyński                       | Zimny brzeg                                    | 1969        |
| Ivan Kušan                             | Zagadkowy chłopiec                             | 1966        |
| Ruth Manning-Sanders                   | Chłopiec z cyrku                               | 1968        |
| André Massepain                        | Wyspa potworów                                 | 1982        |
| Yvon Mauffret                          | Zatopiona fregata                              | 1964        |
| Aleksander Minkowski                   | Błękitni z latającego talerza                  | 1973        |
| Aleksander Minkowski                   | Kosmiczny sekret Lutego                        | 1967        |
| Aleksander Minkowski                   | Nasturcja i lew                                | 1969        |
| Aleksander Minkowski                   | Zakładnik szaleńca                             | 1990        |
| Aleksander Minkowski                   | Ząb Napoleona                                  | 1971        |
| Aleksandr Mirer                        | Błękitny wieloryb                              | 1971        |
| Lew Mogilew                            | Człowiek ze stali                              | 1966        |
| Anatolij Moszkowski                    | Przylądek delfinów                             | 1972        |
| Farley Mowat                           | Przekleństwo grobu Wikinga                     | 1978        |
| Farley Mowat                           | Zagubieni w tundrze kanadyjskiej               | 1978        |
| Zbigniew Nienacki                      | Księga strachów                                | 1967        |
| Zbigniew Nienacki                      | Nowe przygody Pana Samochodzika                | 1970        |
| Zbigniew Nienacki                      | Pan Samochodzik i człowiek z UFO               | 1985        |
| Zbigniew Nienacki                      | Pan Samochodzik i templariusze                 | 1966        |
| Zbigniew Nienacki                      | Pan Samochodzik i zagadki Fromborka            | 1972        |
| Zbigniew Nienacki                      | Pan Samochodzik i złota rękawica               | 1981        |
| Zbigniew Nienacki                      | Wyspa Złoczyńców                               | 1964        |
| Edmund Niziurski                       | Awantura w Niekłaju                            | 1962        |
| Edmund Niziurski                       | Sposób na Alcybiadesa                          | 1964        |
| Michael Noonan                         | Latający doktor                                | 1967        |
| Michael Noonan                         | Powietrzna taksówka                            | 1970        |
| Ewa Nowacka                            | Biały koń bogów                                | 1973        |
| Ewa Nowacka                            | Małgosia contra Małgosia                       | 1975        |
| Ewa Nowacka                            | Może nie, może tak                             | 1982        |
| Ewa Nowacka                            | Szubad żąda ofiary                             | 1969        |
| Ewa Nowacka                            | Śliczna Tamit                                  | 1971        |
| Ewa Nowacka                            | Ursa z krainy Urartu                           | 1970        |
| Hanna Ożogowska                        | Dziewczyna i chłopak, czyli heca na 14 fajerek | 1961        |
| Hanna Ożogowska                        | Głowa na tranzystorach                         | 1969        |
| Hanna Ożogowska                        | Za minutę pierwsza miłość                      | 1972        |
| Mary Elwyn Patchett                    | Brumby                                         | 1965        |
| Mary Elwyn Patchett                    | Skarby Rafy Koralowej                          | 1962        |
| Bohdan Petecki                         | Bal na pięciu księżycach                       | 1988        |
| Bohdan Petecki                         | Królowa kosmosu                                | 1979        |
| Bohdan Petecki                         | X-1, uwolnij gwiazdy!                          | 1981        |
| Stanisława Platówna                    | Telefon zaufania                               | 1973        |
| Stanisława Platówna                    | W myślach, w sercu...                          | 1975        |
| Kazimierz Radowicz                     | Skarby zatoki                                  | 1971        |
| Marek Rymuszko                         | Wielka zasadzka                                | 1984        |
| Jerzy Suszko                           | Kłusownik o stu twarzach                       | 1977        |
| Nora Szczepańska                       | Dziki Anda                                     | 1961        |
| Nora Szczepańska                       | Ucho wodza                                     | 1963        |
| Jerzy Szczygieł                        | Powódź                                         | 1970        |
| Danuta Ścibor-Rylska                   | Kłopoty z kółkiem                              | 1968        |
| Jaroslav Tafel                         | Wakacje z Sherlockiem Holmesem                 | 1969        |
| Sándor Tatay                           | Karabiny i gołębie                             | 1963        |
| Marta Tomaszewska                      | Zamach na wyspę                                | 1973        |
| Juliusz Verne                          | Napowietrzna wioska                            | 1960        |
| Vegard Vigerust                        | Burza śnieżna                                  | 1982        |
| Konstantin Wołkow                      | Wenus gwiazda zaranna                          | 1960        |
| Wiktor Woroszylski                     | I ty zostaniesz Indianinem                     | 1960        |
| Siergiej Woskresienski                 | Zatoka Kulawego Niedźwiedzia                   | 1961        |
| Mieczysław Wyszkowski                  | Pod obcym niebem                               | 1970        |
| Janina Zającówna                       | Klub Białej Perły                              | 1972        |
| Maria Ziółkowska                       | Jędrek z Koliby                                | 1976        |
| Maria Ziółkowska                       | Ty pójdziesz górą...                           | 1978        |